# Bismut(III)-oxid
Bismut(III)-oxid ist eine anorganische Verbindung aus der Gruppe der Bismutoxide. Sie ist die wichtigste industriell verwendete Bismutverbindung.

## Vorkommen
Natürlich kommt Bismut(III)-oxid in dem Mineral Bismit (Wismutocker) vor, wird jedoch meist als Nebenprodukt bei der Verhüttung von Kupfer-, Zinn- und Bleierzen gewonnen.

## Gewinnung und Darstellung
Gewonnen werden kann Bismut(III)-oxid durch Verbrennung von Bismut.
{\displaystyle \mathrm {3\ O_{2}+4\ Bi\longrightarrow 2\ Bi_{2}O_{3}} }
Analysenreines Bismut(III)-oxid erhält man durch Erhitzen von reinstem Bismut(III)-nitrat-pentahydrat bis auf 700 °C.
{\displaystyle \mathrm {2\ Bi(NO_{3})_{3}\cdot 5H_{2}O\longrightarrow Bi_{2}O_{3}+3\ N_{2}O_{5}+10\ H_{2}O} }

## Eigenschaften

### Physikalische Eigenschaften
Bismut(III)-oxid kommt in vier verschiedenen Kristallstrukturen (α-δ) vor, wovon bei Raumtemperatur die monokline α-Variante vorliegt.

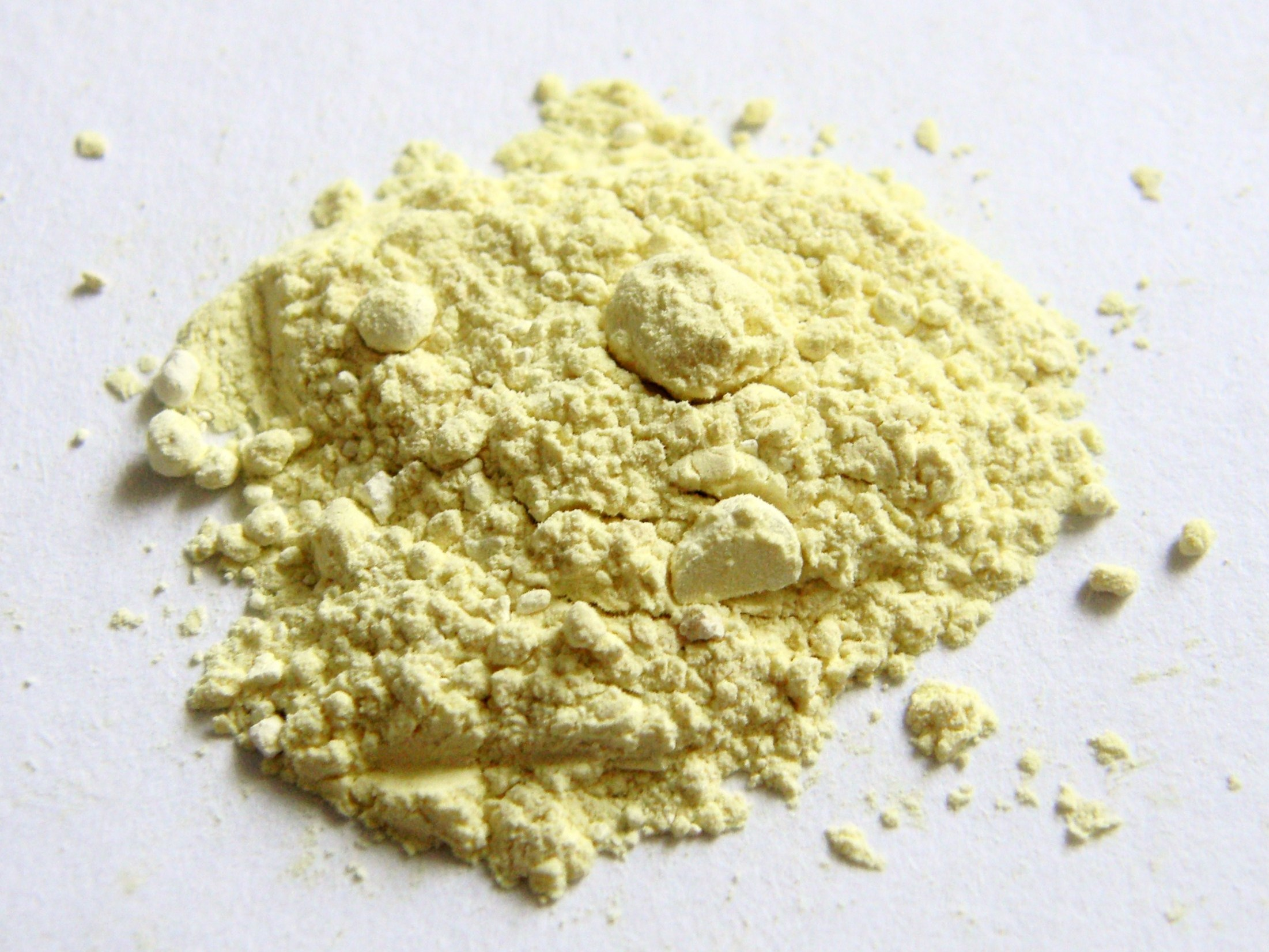
Bismuttrioxid

### Chemische Eigenschaften
Bismut(III)-oxid ist unlöslich in Wasser und den üblichen organischen Lösungsmitteln, aber löslich in nicht zu verdünnten Säuren und in starken konzentrierten Laugen bei Glycerin-Zusatz. Mit anderen Metalloxiden geht Bismut(III)-oxid leicht feste Lösungen ein, so löst geschmolzenes Bismut(III)-oxid jedes Metalloxid und korrodiert sogar Platin.
Mit Salz- oder Flusssäure reagiert Bismut(III)-oxid zu Bismut(III)-chlorid bzw. Bismut(III)-fluorid.
{\displaystyle \mathrm {Bi_{2}O_{3}+6\ HCl\longrightarrow 2\ BiCl_{3}+3\ H_{2}O} }
{\displaystyle \mathrm {Bi_{2}O_{3}+6\ HF\longrightarrow 2\ BiF_{3}+3\ H_{2}O} }

## Verwendung
Bismut(III)-oxid wird verwendet:
- Als Ausgangsstoff zur Herstellung von Bismut (Reduktion von Bismut(III)-oxid mit Kohle)

{\displaystyle {\rm {2\,Bi_{2}O_{3}+3\,C\rightarrow 3\,CO_{2}+4\,Bi}}}
- Als Chemikalie für Feuerwerke
- In Festoxidbrennstoffzellen
- In Gläsern
- Als Katalysator in der Keramikindustrie[1]
- Als arzneilicher Wirkstoff zur Eradikation von Helicobacter pylori

## Basische Bismutsalze
Bismut(III)-oxid löst sich in Säuren (bspw. Salpetersäure, Schwefelsäure, Perchlorsäure) unter Bildung von Salzen, die sich beim Eindampfen kristallin abscheiden. Beim Lösen in Wasser hydrolysieren sie zu basischen Salzen. Lösungen solcher basischen Bismutsalze enthalten – sofern das Säureanion, wie etwa {\displaystyle {\ce {NO3^{-}}}}, nicht zur Komplexbildung mit Bismut neigt – je nach Salzkonzentration und pH-Wert mononukleare und polynukleare hydratisierte bismuthaltige Teilchen, unter anderem des Typs {\displaystyle {\ce {Bi^3+}}}, {\displaystyle {\ce {Bi(OH)^2+}}}, {\displaystyle {\ce {Bi(OH)2^+}}}, {\displaystyle {\ce {Bi(OH)3}}}, {\displaystyle {\ce {Bi(OH)4^-}}}, {\displaystyle {\ce {Bi6O4(OH)4^6+}}} und {\displaystyle {\ce {Bi9O_{n}(OH)_{m}^{5+/6+/7+}}}}  in unterschiedlichen Mengen. Mononuklear kommen die Teilchen nur in sehr verdünnten Lösungen vor, sowie in konzentrierteren Lösungen im stark sauren oder stark alkalischen Bereich. Dazwischen, d. h. im pH-Wertbereich von 0 bis 14, existieren sie in den konzentrierteren Lösungen hauptsächlich polynuklear (mehrkernig), beispielsweise als {\displaystyle {\ce {Bi6O4(OH)4^6+{·}aq}}}, früher „Bismutyl-Ion“ {\displaystyle {\ce {BiO^+}}} genannt.